# Armand Kaminka

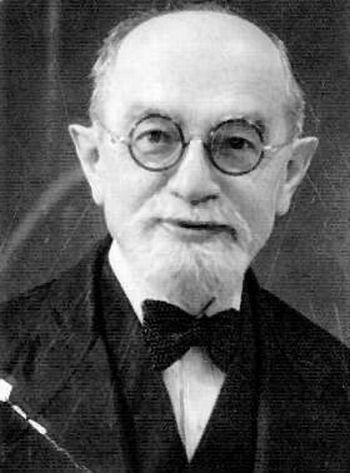
Armand Kaminka (1945)

Armand Kaminka (auch: Ahron / Aharon / Aaron Kaminka; geboren am 5. Mai 1866 in Berdytschiw, Russisches Kaiserreich; gestorben am 12. März 1950 in Tel Aviv) war Rabbiner, jüdischer Gelehrter, Übersetzer und neuhebräischer Dichter.

## Leben
1893 war Armand Kaminka Rabbiner in Frankfurt (Oder), von 1893 bis 1897 Rabbiner in Prag und vom 22. September 1897 bis 1900 Oberrabbiner in Esseg (Slawonien). Kaminka lebte dann in Wien. Ab 1901 war er dort Sekretär der Alliance Israélite Universelle und unterrichtete bis 1924 am Wiener Beth Hamidrasch. Ab 1926 las Kaminka an der Wiener Universität über Talmud und jüdische Religionsphilosophie. Er übersetzte die Werke Marc Aurels, des Aischylos, Sophokles und Euripides ins Hebräische.
1938 wanderte er nach Palästina ein.
Er ging früh mit Theodor Herzls Ideen konform, agitierte dann gegen den ersten Zionistenkongress aus Angst, der Kongress könne den bestehenden Siedlungen in Palästina schaden und besonders Edmond de Rothschild von einer weiteren Unterstützung abhalten.
Herzl äußerte sich in seinen Zionistischen Tagebüchern über ihn dann folgendermaßen:
„Diesen Kaminka muss man sich als das Muster einer Wetterfahne merken. Bald ist er für, bald gegen uns. Seine Hauptsorge aber ist, ob ‚angesehene‘ Leute – d. h. reiche! – dabei sind. Dieser Pfaffe verdient ein Denkmal in meinem Tagebuch.“
Und weiter:
„Eine Stunde, nachdem ich dies hier eingetragen, kam ein Brief von Kaminka, der mich ‚zu meiner Initiative beglückwünscht‘. Also nachdem er es durch Schmähungen nicht zu vereiteln vermochte, gratulirt [sic!] er dazu. Ein Typus!“
Kaminka trat dann nach Ermahnung Herzls doch noch der „Congress-Commission“ bei, zögerte aber seine definitive Zusage, ob er eines der wichtigsten Referate des Kongresses, das Herzl ihm angeboten hatte, nämlich über das Thema „Kolonisation“, übernehmen wolle, immer wieder hinaus. Kaminkas Referat wurde in letzter Minute von Adam Rosenberg, einem der ersten amerikanischen Zionisten und Mitgründer der Shavei Zion in New York 1891, übernommen (Rosenberg sprach aus persönlicher Erfahrung über die Situation der Siedler und über die Stellung der Juden in Amerika).
Kaminka opponierte erneut vor dem zweiten Kongress bis hin zum untauglichen Versuch, die Chowewe Zionisten den Kongress, der Herzl als Oberhaupt der Bewegung klar anerkannte, majorisieren zu lassen, um die Macht zu übernehmen und damit zu verhindern, dass sich die zionistische Bewegung der „blossen Diplomatie“ zuwende (dieser Konflikt wurde im Mai/Juni 1898 öffentlich in verschiedenen Blättern ausgetragen und verpuffte dann, ohne Herzls Kurs beeinträchtigen zu können).

## Veröffentlichungen
- Meine Reise nach Jerusalem, Frankfurt a. M., J. Kauffmann, 1913
- Moses Maimonides als geistiger Führer in unserem Zeitalter, Wien, Verlag des Maimonides-Institut, 1926
- Beiträge zur Erklärung der Esra-Apokalypse und zur Rekonstruktion ihres hebräischen Urtextes, Breslau, Marcus, 1934
- Studien zur Septuaginta an der Hand der zwölf kleinen Prophetenbücher, Frankfurt a. M., J. Kauffmann, 1928